# Frequência fundamental
Em acústica e música, a frequencia fundamental, ou simplesmente fundamental, é o primeiro harmônico; é a frequência mais baixa e a mais forte da série harmônica que um som produz. A fundamental é responsável pela percepção da intensidade da nota musical no ouvido e, os outros harmônicos resultantes formam o timbre (o som de verdade).